# Chicago Loop

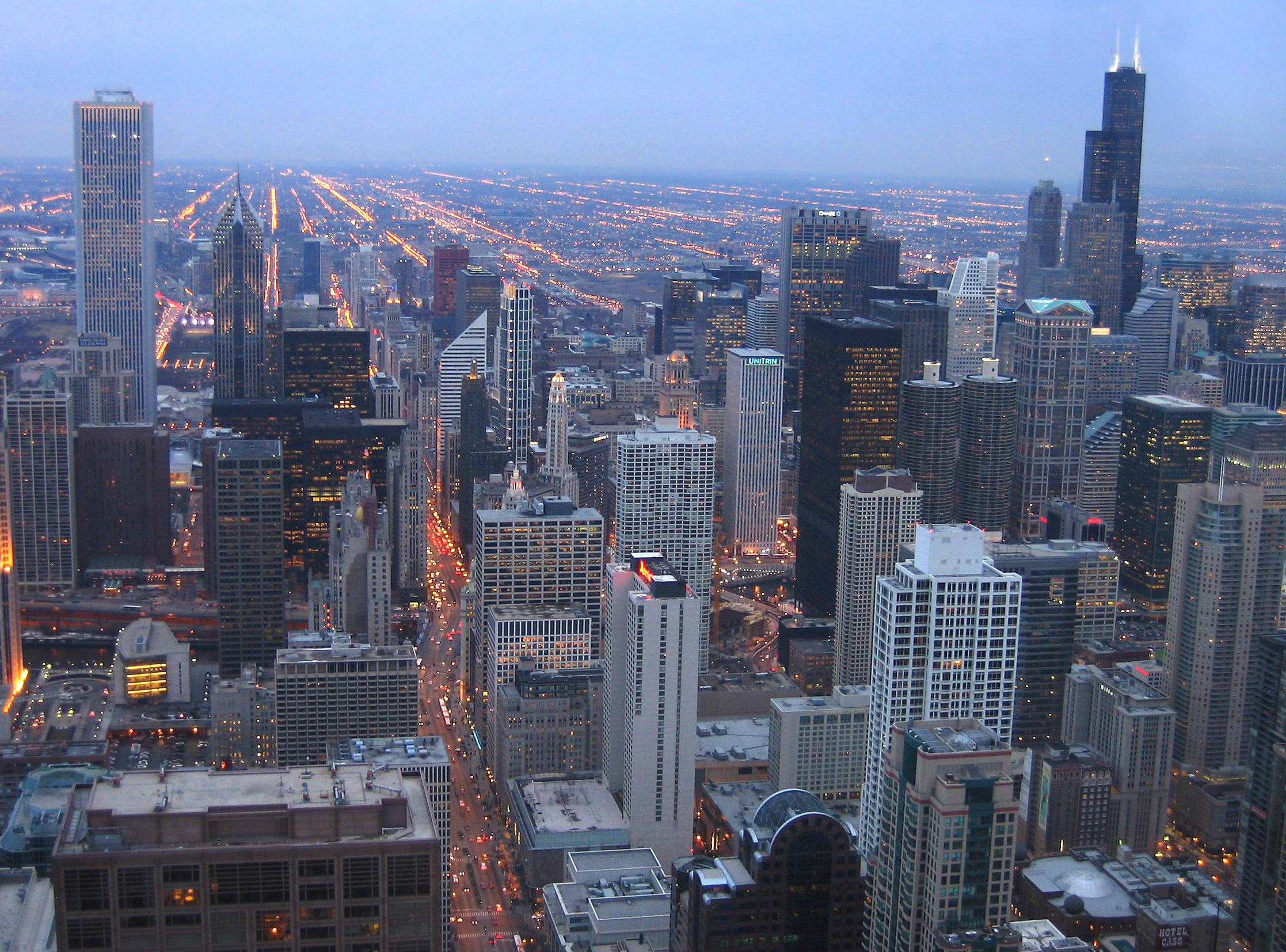
The Loop mit Wolkenkratzer vom John Hancock Center aus gesehen: links das Aon Center mit rechts daneben dem Two Prudential Plaza, rechts hinten der Willis Tower

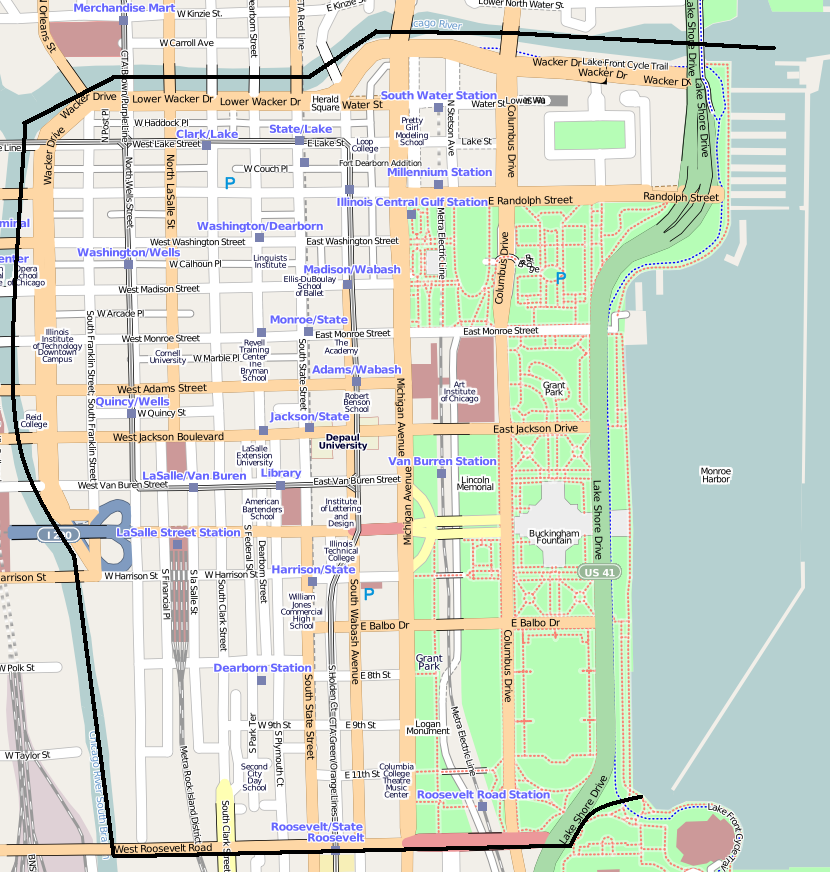
The Chicago Loop – Stadtplan

Mit The Loop bezeichnen Anwohner den Downtown-Bezirk Chicagos. Es ist nach Midtown Manhattan der zweitgrößte Geschäftsbezirk in den Vereinigten Staaten. Im Westen und Norden grenzt er an den Chicago River, im Osten an den Michigansee und im Süden an die Roosevelt Road.
Der Begriff Loop bedeutet zu Deutsch so viel wie Schleife. Der Name entstand Ende des 19. Jahrhunderts. Es ist umstritten, ob er von der Hochbahn herrührt oder von Kabelstraßenbahnen, die vor 1900 um das Karree fuhren. Deren Konstruktion ähnelte der der Cable Cars in San Francisco.
Seit dem Ende des 19. Jahrhunderts wurden im Chicago Loop immer höhere Gebäude errichtet. Das Home Insurance Building gilt als einer der ersten Wolkenkratzer. Der Willis Tower (vormals Sears Tower) war von 1974 bis 2013 das höchste Gebäude der USA und ist nach wie vor das höchste der Stadt. Im Loop steht das historische zwölfstöckige Großgebäude des Marshall Field & Company-Stores (Architekt Daniel Burnham), das seit dem 2. Juni 1978 im National Register of Historic Places geführt wird.
The Loop beschreibt auch spezifisch den kleineren Teil des Viertels, die Chicago Community Area 32, die von der erhöhten Rundstrecke der Chicago „EL“ eingeschlossen wird. Die Strecke läuft entlang der Lake Street im Norden, Wabash Avenue im Osten, Van Buren Street im Süden und Wells Street im Westen.
16.388 Menschen leben im Loop, entsprechend dem Zensus von 2000. Es enthält auch eine Außenskulptur von Pablo Picasso, genau wie das Chicago Art Institute.
Am 13. April 1992 kam es in etlichen Hochhäusern des Loop zu einem Wassereinbruch in die Kellergeschosse, der für einige Tage das Geschäftsleben lahmlegte, weil man aus Vorsicht die in Untergeschossen installierten Trafostationen abschaltete. Es stellte sich heraus, dass Wasser aus dem Chicago River in das aufgegebene Tunnelsystem der Chicago Tunnel Company eingedrungen war und sich über die Tunnel in der Innenstadt verteilte. Nach 3 Tagen, bei manchen Gebäuden auch später, konnte der Regelbetrieb wieder aufgenommen werden. Das Leck wurde auf etwa 1 Mio. m3 Wasser geschätzt, der Schaden betrug 1,95 Milliarden USD.
Es gibt auch einen Film namens Chicago Loop von James Benning.